# Ewa Braun (scenograf)
Ewa Katarzyna Braun (ur. 2 sierpnia 1944 w Krakowie) – polska scenograf i dekoratorka wnętrz, profesor sztuki. Laureatka Oscara.

## Życiorys
Córka pisarza Andrzeja Brauna i Zofii ze Świeżawskich (1918–1995). Absolwentka historii sztuki na Uniwersytecie Warszawskim (1970). Doktoryzowała się w 2014 na Akademii Sztuk Pięknych w Warszawie. W 2019 otrzymała tytuł naukowy profesora sztuki.
Jako nauczyciel akademicki związana z Akademią Sztuk Pięknych w Warszawie oraz PWSFTviT w Łodzi. Uzyskała członkostwo w Amerykańskiej Akademii Sztuki i Wiedzy Filmowej oraz w Polskiej Akademii Filmowej.
Przy produkcjach filmowych i telewizyjnych w różnych rolach, także jako projektantka kostiumów, rozpoczęła pracę w 1970. Współtworzyła oprawę plastyczną filmów wielu polskich reżyserów, m.in. Wojciecha Hasa (Nieciekawa historia, Pismak), Janusza Majewskiego (Zazdrość i medycyna, Zaklęte rewiry, C.K. Dezerterzy, Sprawa Gorgonowej, Królowa Bona), Tadeusza Konwickiego (Lawa), Krzysztofa Zanussiego (Iluminacja, Barwy ochronne, Spirala), Agnieszki Holland (Europa, Europa) i Andrzeja Wajdy (Wielki Tydzień).
W 1994 otrzymała Oscara za dekorację wnętrz do Listy Schindlera Stevena Spielberga. W 1987 wyróżniona na Festiwalu Polskich Filmów Fabularnych w Gdyni za scenografię do Cudownego dziecka.
Była członkinią komitetu poparcia Bronisława Komorowskiego przed wyborami prezydenckimi w 2010 i w 2015.
W 2014 odznaczona Krzyżem Kawalerskim Orderu Odrodzenia Polski oraz Złotym Medalem „Zasłużony Kulturze Gloria Artis”. W 2020 otrzymała nagrodę specjalną i została członkiem honorowym ZAiKS-u.

## Filmografia
- 1970: Album polski – współpraca kostiumograficzna
- 1970: Pan Dodek – kostiumy
- 1970: Przygody psa Cywila – kostiumy
- 1971: Dekameron 40 czyli cudowne przytrafienie pewnego nieboszczyka – współpraca kostiumograficzna
- 1971: Kłopotliwy gość – kostiumy
- 1971: Mateo Falcone – asystent kostiumografa
- 1972: Iluminacja – scenograf II
- 1972: Ocalenie – kostiumy
- 1972: Poślizg – kostiumy
- 1973: Gościnny występ – współpraca scenograficzna, kostiumy
- 1973: Listy naszych czytelników – dekoracja wnętrz, kostiumy
- 1973: Nie będę cię kochać – kostiumy
- 1973: Przejście podziemne – kostiumy
- 1973: Stracona noc – kostiumy
- 1973: Zazdrość i medycyna – kostiumy
- 1973: Znak – kostiumy
- 1975: Bielszy niż śnieg – współpraca scenograficzna
- 1975: Trzecia granica – kostiumy
- 1975: Zaklęte rewiry – kostiumy
- 1976: Zaklęty dwór – dekoracja wnętrz
- 1976: Barwy ochronne – współpraca scenograficzna
- 1976: Trochę wielkiej miłości – dekoracja wnętrz
- 1977: Sprawa Gorgonowej – dekoracja wnętrz
- 1978: Spirala – współpraca scenograficzna
- 1978: Szpital Przemienienia – kostiumy
- 1979: Drogi pośród nocy – dekoracja wnętrz
- 1980: Kariera Nikodema Dyzmy – dekoracja wnętrz
- 1980: Królowa Bona – dekoracja wnętrz
- 1981: Epitafium dla Barbary Radziwiłłówny – dekoracja wnętrz
- 1981: Słona róża – dekoracja wnętrz
- 1981: W obronie własnej – współpraca scenograficzna
- 1982: Nieciekawa historia – dekoracja wnętrz
- 1983: Fucha – dekoracja wnętrz
- 1983: Mgła – dekoracja wnętrz
- 1983: Thais – dekoracja wnętrz
- 1984: Pismak – dekoracja wnętrz
- 1985: C.K. Dezerterzy – dekoracja wnętrz
- 1986: Cudowne dziecko – dekoracja wnętrz
- 1988: I skrzypce przestały grać – dekoracja wnętrz
- 1988: Gdzieśkolwiek jest, jeśliś jest... – dekoracja wnętrz
- 1989: Lawa – dekoracja wnętrz
- 1990: Europa, Europa – dekoracja wnętrz
- 1990: Życie za życie. Maksymilian Kolbe – scenografia
- 1991: Beltenebros – scenografia
- 1992: Dotknięcie ręki – dekoracja wnętrz
- 1992: Kiedy rozum śpi – scenografia
- 1992: Nocne ptaki – scenografia, dekoracja wnętrz
- 1992: Mała apokalipsa – scenografia
- 1993: Plecak pełen przygód – dekoracja wnętrz
- 1993: Lista Schindlera – dekoracja wnętrz
- 1995: Les Milles – dekoracja wnętrz
- 1995: Wielki Tydzień – dekoracja wnętrz
- 1996: Król olch – dekoracja wnętrz
- 1997: Bandyta – dekoracja wnętrz
- 1997: Brat naszego Boga – scenografia
- 1997: Ostatni rozdział – dekoracja wnętrz
- 1998: Złoto dezerterów – dekoracja wnętrz
- 1999: Jakub kłamca – dekoracja wnętrz
- 2004: Do potomnego – scenografia, kostiumy